# USS Picuda (SS-382)
L'USS Picuda (SS-382) est un sous-marin de classe Balao construit pour l'United States Navy pendant la Seconde Guerre mondiale.

## Construction et lancement
Initialement nommé Obispo, il est construit au chantier naval de Portsmouth à Kittery, sa quille est posée le 15 mars 1943, il est lancé le 12 juillet 1943, parrainé par la femme de Robert Henry English (en), renommé Picuda et mis en service le 16 octobre 1943, sous le commandement du Lieutenant commander Albert Raborn.
Amarré au chantier de Portsmouth jusqu'au 18 novembre pour des dernières modifications, le Picuda débute ses essais en mer, rejoignant Newport le 13 décembre pour des essais de torpilles. Trois jours plus tard, il fait route vers New London et rejoint la Pacific Fleet à Balboa le 13 janvier, avant de rejoindre Pearl Harbor qu'il atteint le 27 janvier 1944. Il fait alors partie de la Force sous-marine de la flotte du Pacifique en tant qu'unité de la 201e division de sous-marins (20e escadron de sous-marins).

## Guerre du Pacifique
Le Picuda appareille de Pearl Harbor le 17 février 1944 pour sa première patrouille de guerre qui l'emmène dans la région des îles Carolines. Il rencontre son premier succès le 2 mars lorsqu'il torpille et coule le navire de transport japonais Shinkyo Maru au sud-ouest de Truk. Le 18 mars, il torpille et endommage le navire de munitions japonais Aratama Maru (en) au large de Guam; deux jours plus tard, il coule le ravitailleur japonais Hoko Maru à environ 40 milles marins au nord de Yap. Le 30 mars, il torpille et coule le transport japonais Atlantic Maru à environ 90 milles marins au sud-sud-ouest de Guam, avant de rejoindre les îles Midway le 5 avril.
Le Picuda appareille des Midway le 4 mai 1944 pour sa deuxième patrouille de guerre. Il fait partie d'un Wolfpack avec les USS Perch et USS Peto opérant au large de Formose. Le 22 mai, le Picuda torpille et coule le marchand japonais Tsukuba Maru et la canonnière japonaise Hashidate au large de l'île Pratas. Il opère au large des côtes de Formose jusqu'au 4 juin, puis navigue au large de l'île de Batan et à l'est de Nansei Shoto, à un point au nord de Chichi-jima, le 14 juin. Le 22, sa deuxième patrouille s'achève à son arrivée à Midway qu'il quitte le lendemain pour Pearl Harbor, y arrivant le 27 juin.
Glynn R. Donaho prend le commandement du sous-marin le 12 juillet 1944. Le 23 juillet, le Picuda forme un Wolfpack avec les USS Spadefish et USS Redfish, quittant Pearl Harbor pour patrouiller dans le détroit de Luçon, entre Formose et Luçon. Près d'un mois plus tard, le 25 août, le Picuda torpille et coule le marchand japonais Kotoku Maru et le destroyer japonais Yunagi au nord-est du cap Bojeador. Le 16 septembre 1944, il torpille et coule le transport japonais Tokushima Maru dans le détroit de Luçon, et le 21, coule le transport de troupes japonais Awaji Maru au large du cap Bojeador. Sa troisième patrouille s'achève le 3 octobre 1944 lorsqu'il atteint la base à Majuro.
En compagnie de l'USS Barb et USS Queenfish, il appareille de Majuro le 27 octobre 1944 pour patrouiller en mer de Chine orientale, à l'ouest de Kyushu. Le 17 novembre 1944, le Picuda coule le paquebot japonais Mayasan Maru (en) et endommage le pétrolier japonais Awagawa Maru au sud-ouest de Nagasaki. Six jours plus tard, il envoie par le fond les marchands japonais Shoyo Maru et Fukuju Maru dans le détroit de Tsushima, avant de rejoindre le 2 décembre la base de Guam.
Sa cinquième patrouille de guerre débute vingt jours plus tard, l'emmenant dans le détroit de Formose et en mer de Chine orientale, au large de la côte est de la Chine. Le 7 janvier 1945, il est alerté par l'USS Barb qu'un convoi traverse le détroit de Formosa. Le Picuda localise le convoi et torpille le pétrolier japonais Munakata Maru à 28 milles marins au nord-ouest de Fukikaku. Le navire japonais est lourdement endommagé mais ne coule pas. Le lendemain lors d'une attaque contre un convoi, il assiste l'USS Barb dans le naufrage du pétrolier japonais Hikoshima Maru et du marchand japonais Anyo Maru. Le marchand Hisagawa Maru et le pétrolier Manju Maru sont également sévèrement endommagés lors de ces attaques. Le 29 janvier, le submersible torpille et coulé le transport japonais Clyde Maru à environ 50 milles marins au nord-ouest de Keelung. Sa patrouille s'achève le 15 février 1945 lorsqu'il atteint Pearl Harbor.
Sa sixième patrouille débute le 15 mars 1945 au départ de Pearl Harbor. Sa mission consiste à patrouiller et à secourir des aviateurs alliés au large de la côte de la Chine, dans les environs du canal de Kii. Le 10 mai, il rejoint le port de Tanapag (Saipan), achevant sa dernière patrouille en temps de guerre. Il rejoint ensuite la côte est des États-Unis pour un radoub, arrivant au chantier naval de Portsmouth le 22 juin 1945 pour une remise en état.

## Après-guerre
Affecté à la 201e division de sous-marins (20e escadron) de l'United States Fleet Forces Command, le submersible fait l'objet d'une révision majeure jusqu'au 18 octobre 1945. Il arrive à la base sous-marine de New London le 31 octobre en tant que navire de formation pour l'école sous-marine, avant de reprendre la mer le 12 novembre pour une croisière d'entraînement comprenant des visites à Key West, en Floride, et à La Havane, à Cuba. À son retour à New London le 26 novembre, il est affecté au New London Group (flotte inactive) et rejoint le chantier naval de Portsmouth le 12 décembre en vue d'une mise en réserve. Cependant, le 15 janvier 1946, il rejoint la Deuxième flotte comme unité de la 81e division de sous-marins (8e escadron) de l'United States Fleet Forces Command.
Amarré à Portsmouth jusqu'au 18 février, il rejoint ensuite la base sous-marine de New London le jour suivant. En compagnie de cinq autres sous-marins du New London Group, il appareille cette base le 25 février pour une croisière en passant par Balboa (Panama), revenant par Saint-Thomas, puis New London le 27 mars. Le submersible retourne de nouveau au chantier naval de Portsmouth le 27 mars en vue d'une mise en réserve, étant remorqué par un remorqueur de la flotte vers New London le 19 septembre 1946. Six jours plus tard, il fut retiré du service actif.
Le Picuda est tout de même assigné au New London Group de la flotte de réserve de l'Atlantique jusqu'à la fin de l'année 1952, date à laquelle il est remorqué au chantier naval naval de Portsmouth pour y ajouter un schnorchel. Remis en service le 19 juin 1953 sous le lieutenant commander Ted N. Swain, sa conversion s'achève le 24 août, revenant une fois de plus à New London. Le Picuda rejoint alors la 122e division de sous-marins (12e escadron) de l'United States Fleet Forces Command.
Le Picuda visite Norfolk, en Virginie, et Nassau, aux Bahamas, arrivant à Key West, en Floride, le 17 septembre. Il est affecté comme navire-école au Submarine Refit Training Group, opérant depuis Key West jusqu'en septembre 1959. Ces opérations comprenait des exercices presque quotidiens dans la zone opérationnelle de Key West, des visites dans les ports américains du golfe du Mexique et des croisières de formation périodiques dans les eaux de Cuba, de la Jamaïque et d'Haïti.
Entre-temps, il effectue deux croisières spéciales, dont une en Méditerranée. La première depuis Norfolk du 24 avril au 20 mai 1954, participant à des exercices de développement anti-sous-marins, et la deuxième à partir du 3 septembre, l'envoyant dans les eaux de l'Europe du Nord et de la Méditerranée. Le sous-marin atteint Londonderry Port, en Irlande du Nord, le 24 septembre, effectuant des manœuvres conjointes avec des navires de la Royal Navy, avant de faire route pour Gibraltar le 29 octobre pour rejoindre les unités de la Sixième flotte pour l'opération Bright Bonfire. Après un retour à Londonderry le 14 novembre pour effectuer d'autres exercices conjoints avec les forces navales britanniques, le Picuda reprend ses fonctions d'entraînement à Key West le 11 décembre. Le 6 janvier 1958, il appareille de Key West pour Gibraltar qu'il atteint le 18 janvier. Sa tournée avec la Sixième flotte comprend la participation à l'opération ASCENDEX et des visites aux ports de Palma et Barcelone, en Espagne; Port de Monaco; et Gênes, en Italie. Le Picuda appareille de Gibraltar le 18 août et mène des exercices « hunter-killer » avec des destroyers dans les eaux au large de Cuba et de la Jamaïque, avant de regagner Key West le 11 octobre.
Le Picuda subit une révision dans le chantier naval de Charleston du 13 octobre 1958 au 12 mars 1959, suivi d'une brève période de manutention à New London et Newport (Rhode Island). Tout en reprenant ses anciennes fonctions le 27 mars 1959, il entreprend à partir du 1er juin sa troisième tournée méditerranéenne, rejoignant Norfolk le 4 juin puis Gibraltar le 15 juin. Les opérations en Méditerranée au cours de cette tournée comprennent des visites à Naples et à Gênes, en Italie; Marseille, en France; et Lisbonne, au Portugal. Le submersible appareille de ce dernier port le 26 août pour reprendre ses activités d'entraînement à Key West, en Floride.
En 1961, le Picuda visite la base navale de la baie de Guantánamo et subit une révision de cinq mois au chantier de Charleston. En 1962, il retourne à la base de la baie de Guantánamo à deux reprises avant de faire le tour du continent sud-américain, effectuant des opérations conjointes avec le Brésil, l'Argentine, l'Uruguay, le Chili et le Pérou. Cette opération est interrompu en raison de la crise des missiles de Cuba et le submersible retourne à sa base de Floride. Il passe la plus grande partie de 1963 en effectuant des aller-retour entre la Floride et la base de la baie de Guantánamo.
Au cours de 1964, opère depuis Key West dans l'Atlantique et les Caraïbes, finissant l'année en révision dans le chantier naval de Philadelphie. Après une autre visite à Guantánamo en 1965, il débute 1966 avec une tournée méditerranéenne de trois mois avec la Sixième Flotte, participant à des exercices ASW et des exercices de l'OTAN avec les forces navales françaises et italiennes. L'année s'achève par une énième visite à Guantánamo.
Au cours de l'opération Quick Pursuit de l'OTAN dans l'Atlantique Nord en 1967, le Picuda perd deux hommes en mer. Il visite Bergen, en Norvège et Portsmouth, en Angleterre, avant de retourner à Key West.

## Service de la marine espagnole
Transféré dans la marine espagnole le 1er octobre 1972, le sous-marin est rebaptisé Narciso Monturiol (S33). Le 1er novembre 1974, il est rayé du Naval Vessel Register de l'US Navy et est racheté par l'Espagne le 18 novembre 1974. En 1975, il est désarmé et retiré du service de l'Armada Española le 30 avril 1977. Son nom est transféré à l'ancien ex-USS Jallao (SS-368), que les Espagnols avaient acquis.